# Bindia
Bindia est un village situé dans la région de l'Est du Cameroun. Il dépend du département du Lom-et-Djérem et de la commune de Mandjou (le village se trouvant à moins d'un km de Mandjou).

## Population
Lors du recensement de 2005, on y dénombrait 1 525 personnes.
En mai 2018, Bindia comptait 3 501 habitants